# 钝锯鳐
钝锯鳐（学名：Anoxypristis cuspidatus），也稱作尖齿锯鳐及鈍鋸鱝，为锯鳐科钝锯鳐属唯一现存的成员，即單屬種，但该属另有仅存在于化石记录中的已灭绝物种。
钝锯鳐分布于印度洋与太平洋的暖水水域，西至索马里，东至巴布亚新几内亚，北至日本、中国与韩国的水域，南至澳大利亚的昆士兰省。该物种的吻部极长而窄，在两侧长有横向的锯齿，形似一把锯子。这种特殊结构可被用来捕食。钝锯鳐体长可长达3.5m。
同锯鳐属其他物种不同，钝锯鳐的锯齿集中于吻部末梢，而在底部则没有锯齿。
目前，钝锯鳐的种群正面临灭绝的风险，主要的威胁包括过度捕捞和能源开采以及环境污染导致的栖息地破坏，目前被IUCN评为濒危物种。

## 外貌特征
有报告认为钝锯鳐可长到3.5m，但目前学术界对该数据有质疑意见。该物种身体形状类似于鲨鱼，头部扁平，延伸出的锯形结构总共有16-29颗锯齿，但在最底部1/6的部分没有锯齿。钝锯鳐身体上半部分为灰色，而到下半身和鱼鳍则逐渐变淡，有时会带有些许绿色。锯形结构为灰色，锯齿为白色。幼年钝锯鳐没有鱼鳞，成年个体亦只有稀疏的小鳞片。

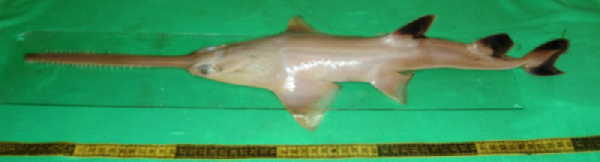
2014年捕获的一条钝锯鳐

## 种群分布
钝锯鳐广泛分布于印度太平洋地区，包括伊朗、缅甸、印度、马来西亚、巴布亚新几内亚等国的水域，其最西端的分布可能位于红海或是索马里海域，最北可达渤海，最南端为澳大利亚的昆士兰省、北领地与西澳大利亚省。该鱼在越南曾有分布，但由于过度捕捞以及栖息地衰退很有可能已在那里局部灭绝。该鱼一般生活于至少40米深的海底，尤其喜爱材质较软的海底，例如泥质、沙质或是底部长有海草的海底环境。
该物种具有广盐性，能生活于盐度相差较大的不同水域中。

## 生活习性
钝锯鳐为底栖鱼类，幼年个体及怀孕的母鱼生活在三角洲、河口湾和沿岸水域，而成年个体一般生活在大洋水域中。
钝锯鳐在3岁左右性成熟，寿命为9岁。该物种为卵胎生，一年生产一次，平均每胎产下12条幼鱼，诞生的幼鱼尚未拥有发育完全的吻部，以防它们的锯齿对母鱼造成伤害。同其他种类的锯鳐不同，钝锯鳐有可能为一夫一妻制物种。
钝锯鳐性格温和，一般对人类无害。然而，在极端情况下（例如被人类用渔网捕获），钝锯鳐为了自卫会挥打其吻部的锯状结构，从而可能对周围没有保护的人造成重伤。
钝锯鳐的食物包括小型鱼类、甲壳类和鱿鱼。它吻部的锯状结构是其捕猎的重要工具，可用于分割鱼群、击晕猎物或是搅动海底的沉积物来搜寻可能隐藏于其中的猎物。其头部与吻部有数千个名为劳伦氏壶腹的电感受器，可通过电场来感知与定位猎物。钝锯鳐亦是许多大型海洋动物的猎物，例如牛鲨、双髻鲨、湾鳄和短尾真鲨。

## 种群现状
钝锯鳐目前受到过度捕捞影响，种群数量急剧减少，其原因包括以下几点：
- 钝锯鳐的吻部极长，容易卷入渔网而作为副渔获物被打捞（在澳大利亚的北领地、昆士兰省和卡奔塔利亚湾均是被捕获最多的锯鳐），且放生后死亡率较高。[11][13][14]
- 钝锯鳐的锯状结构为价值极高的奢侈品，因而非法捕捞屡禁不止。[15]
- 怀孕的母鱼与幼鱼集中于拖网与刺网捕捞频繁的沿岸浅海。[11]

除此之外，海岸城市化、填海造陆以及海上采矿等人类开发活动均对其赖以繁殖的浅海地区有一定破坏和污染，导致其种群显著减少和衰退。有统计数据认为钝锯鳐的种群比起其历史分布已衰退了30%。
然而，由于钝锯鳐繁殖频繁，其种群恢复速度较其他种类的锯鳐更快。在采取一定保护措施，例如打击非法捕捞活动后，其种群在三代（18年内）有所回升，因而IUCN在2012年将其评级从极危调整为濒危。即便如此，鉴于环境污染、海岸线开发等对钝锯鳐种群有重大影响的因素仍未消除，钝锯鳐同其余锯鳐一样仍面临极高的灭绝风险。